# فالديغوفيا
بلدية فالديغوفيا (بالإسبانية: Valdegovía) هي بلدية تقع في مقاطعة ألافا التابعة لإقليم الباسك شمال إسبانيا.

## الديموغرافيا
يبلغ عدد سكان بلدية فالديغوفيا 1.098 نسمة عام 2011 (وفقاً للمعهد الوطني للإحصاء الإسباني).
| 883 | 925 | 993 | 1.070 | 1.112 | 1.098 | 1.098 |

## معرض صور

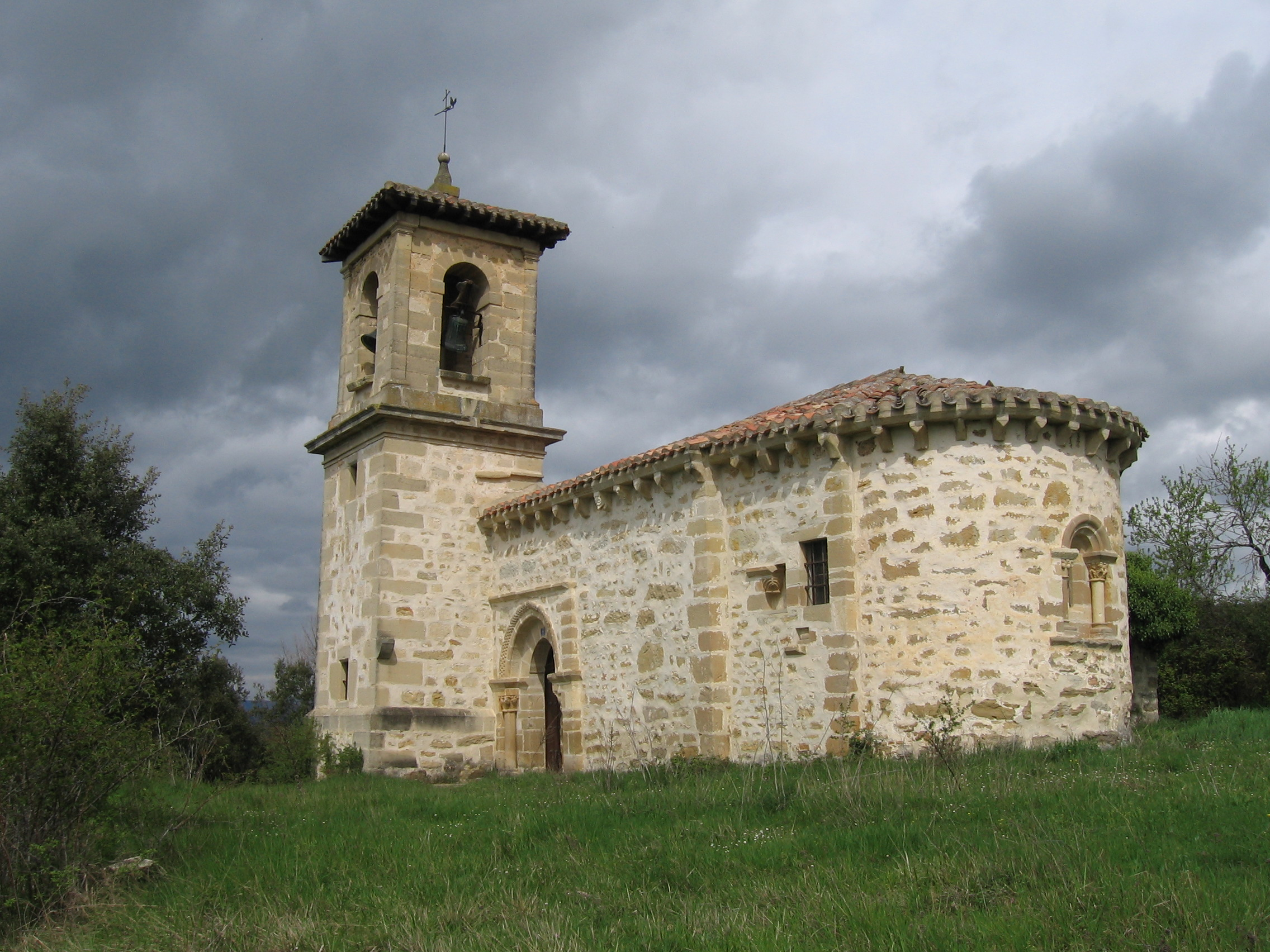
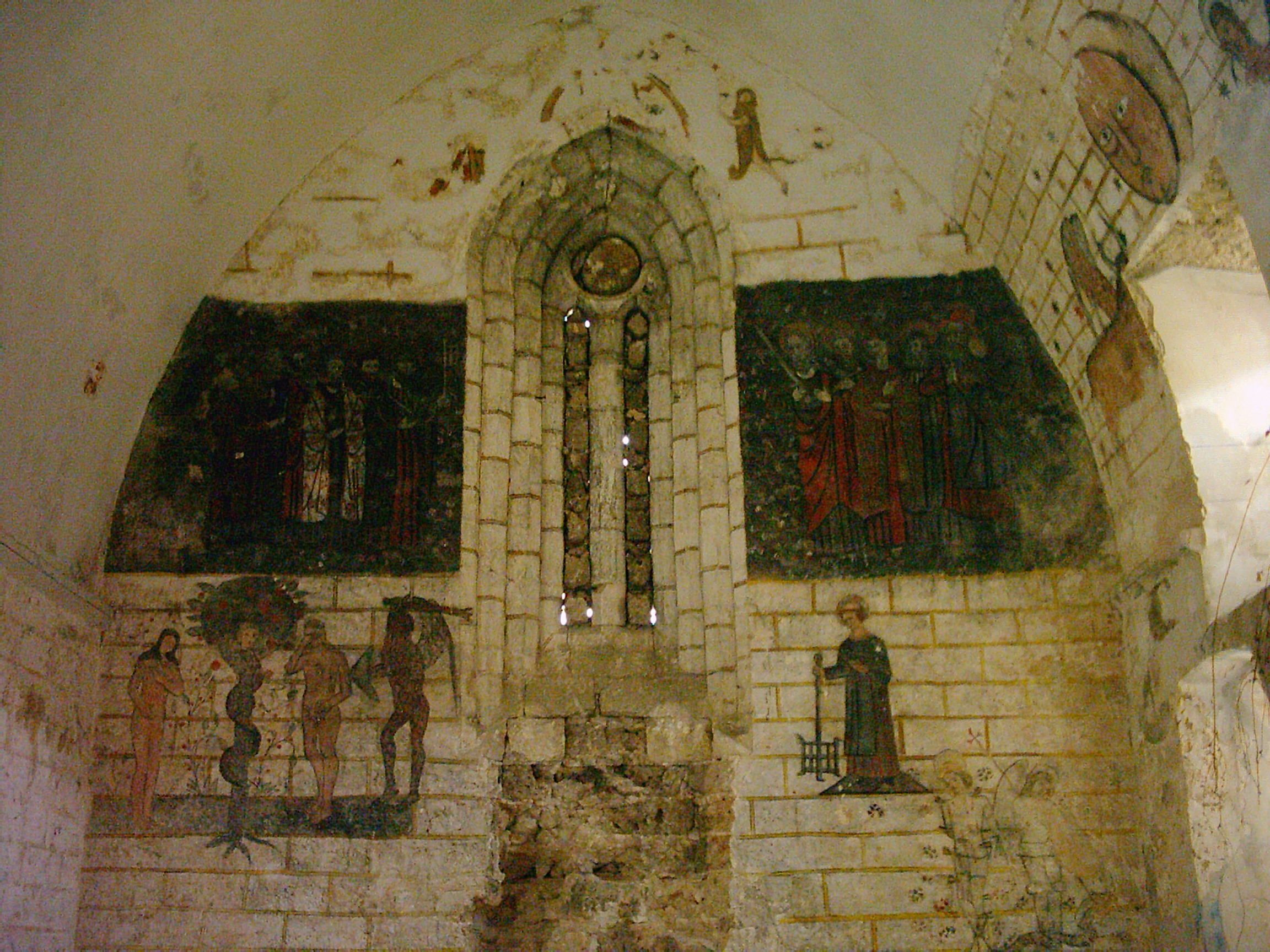
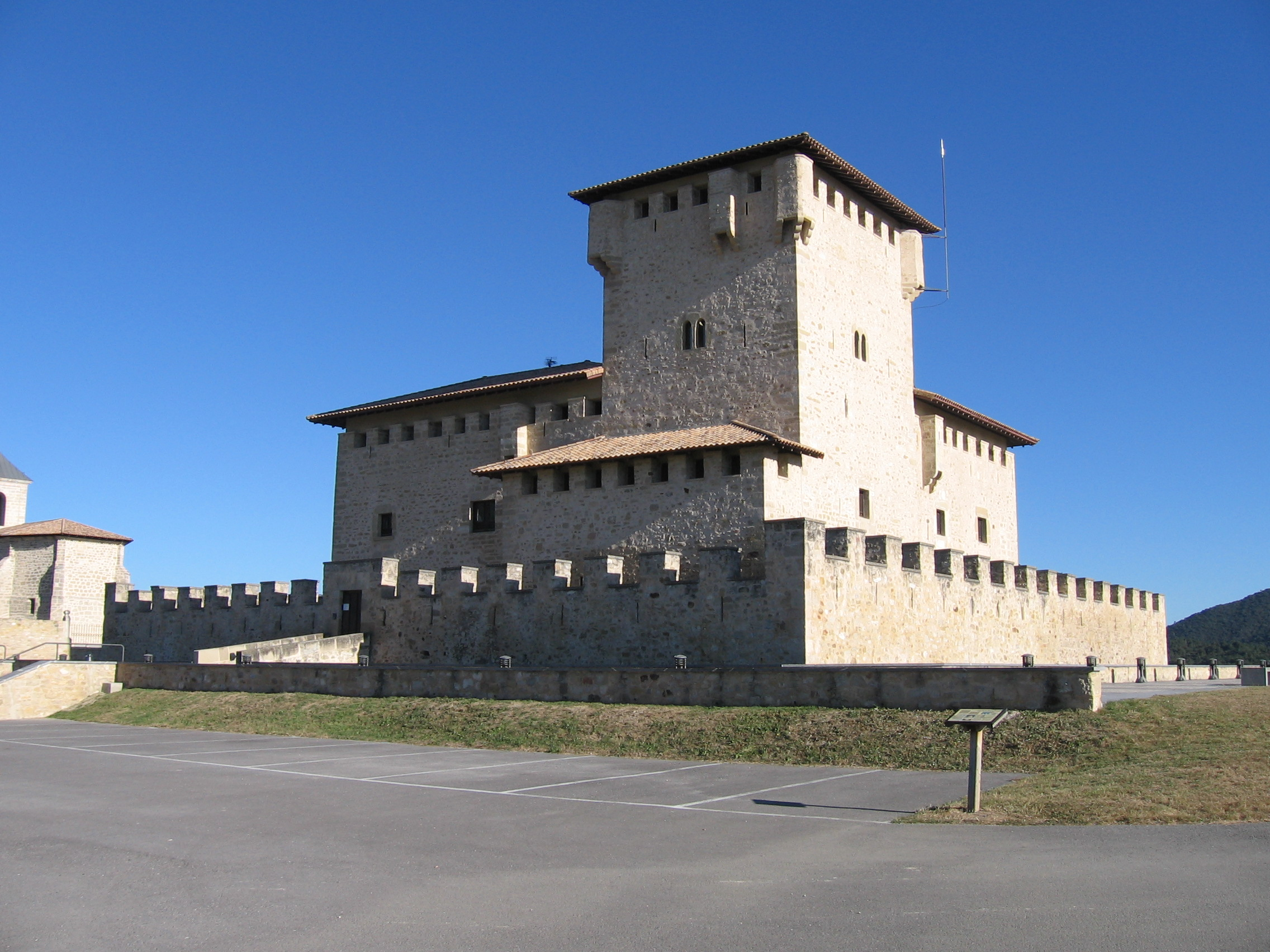